# Cá heo vằn chữ thập
Lagenorhynchus cruciger là một loài động vật có vú trong họ Delphinidae, bộ Cetacea. Loài này được Quoy & Gaimard mô tả năm 1824.

## Hình ảnh

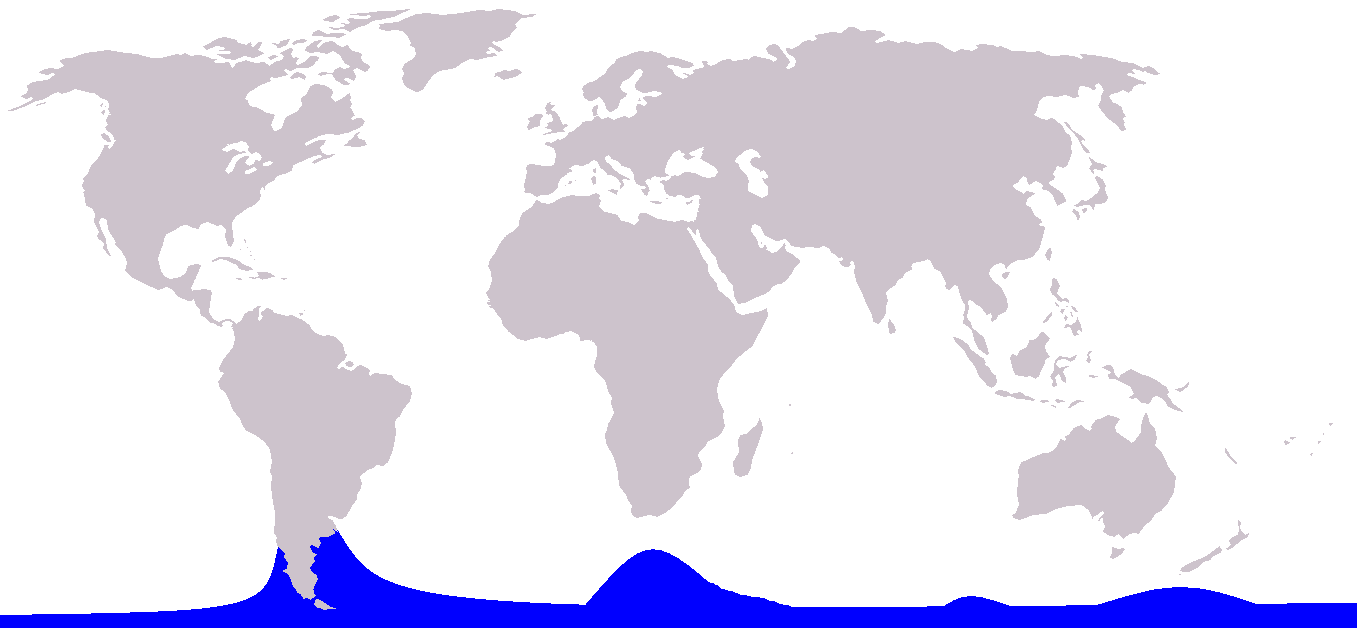
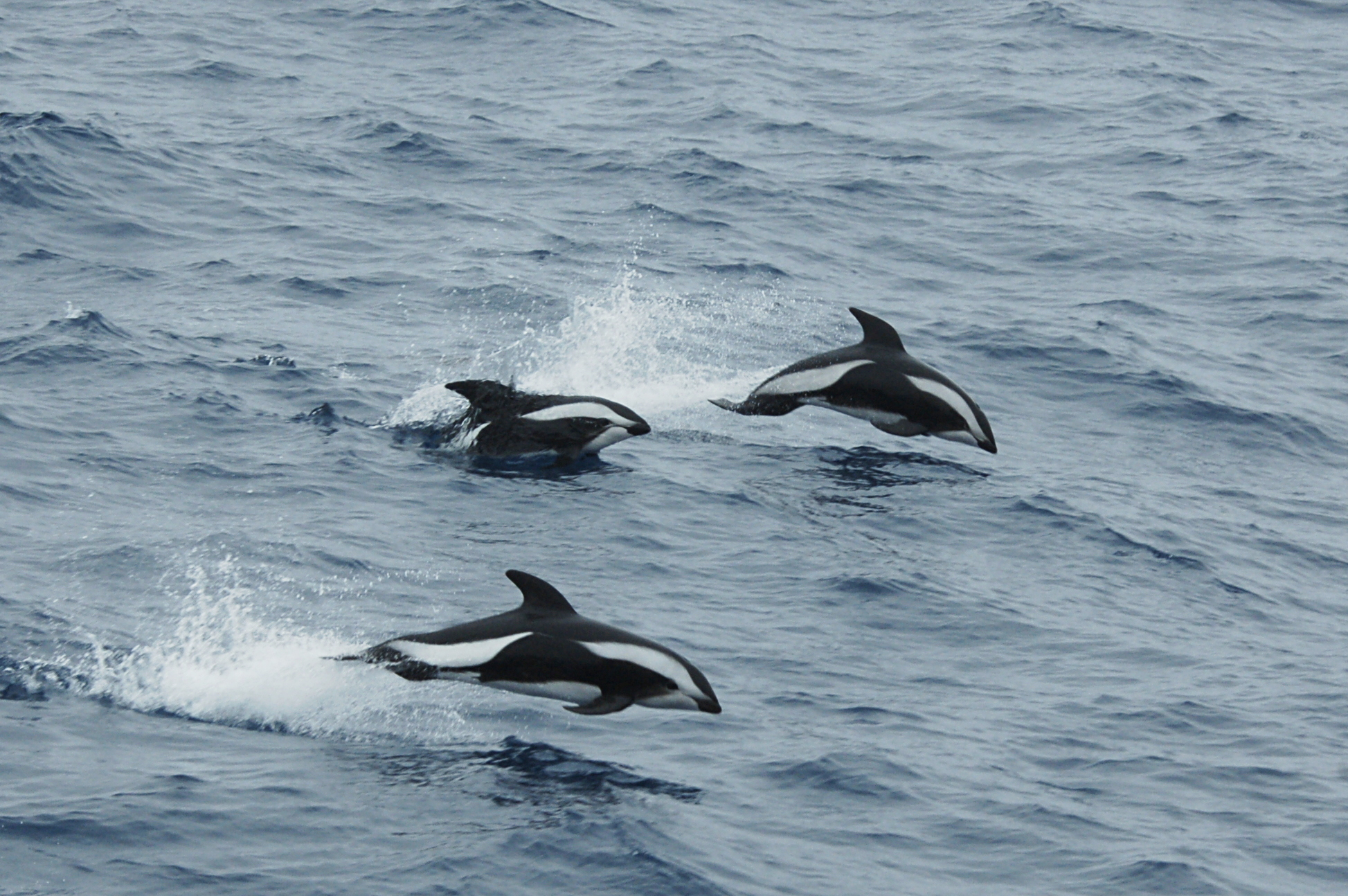
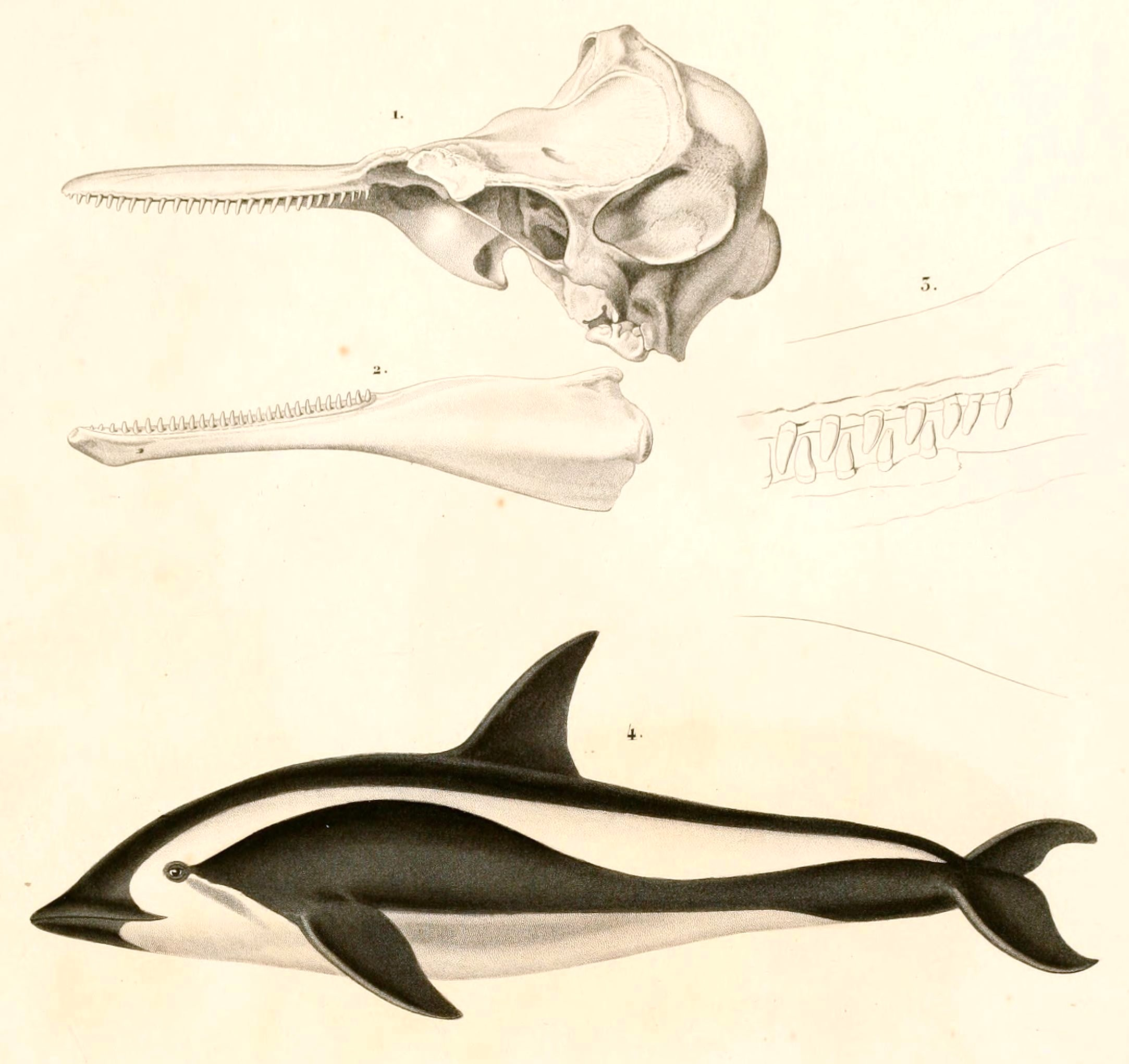
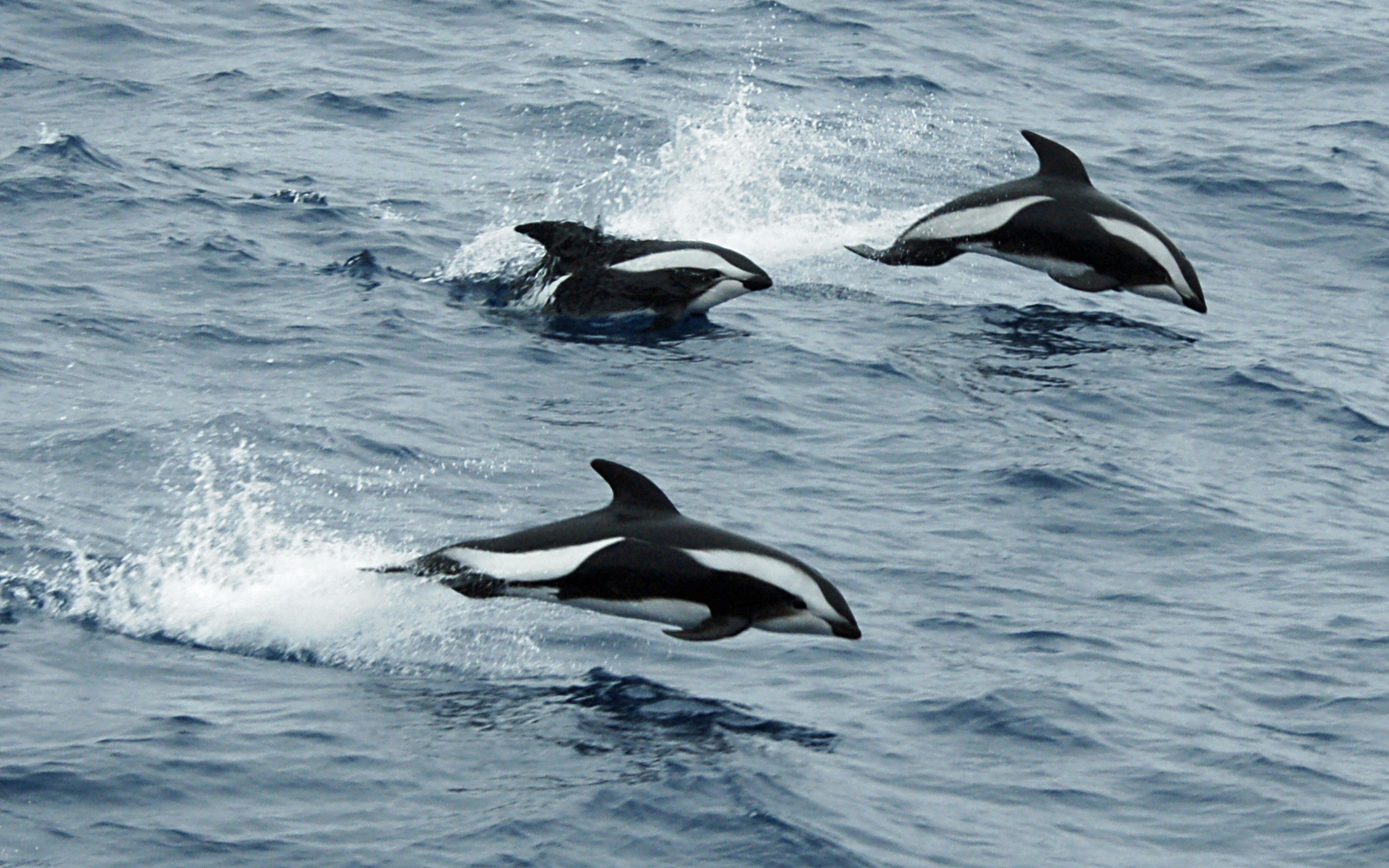